# 砂丘 (映画)
『砂丘』（さきゅう、英語: Zabriskie Point、「ザブリスキー岬」の意）は、1970年製作・公開、ミケランジェロ・アントニオーニ監督のアメリカ映画である。

## 概要
アントニオーニが前作の『欲望』から約3年後に監督した作品であり、彼にとって初のアメリカ映画でもある。
前作では1960年代ロンドンの若者のカルチャーを不条理に描いたが、本作では1960年代アメリカをヒッピー文化、フリーセックス、大量消費、学生運動、銃社会などを通してやはり不条理に描いているのが特徴。ラストの爆破シーンは多くの作品に影響を与えた。
なお、原題の「ザブリスキー・ポイント」とは、映画の舞台の一部であるデスヴァレーにある丘陵の一地点の名称である。詳細はen:Zabriskie Pointを参照。

## あらすじ
舞台は学生運動の盛んなロサンゼルス。ヒッピー風の若者たちはキャンパスを占拠し、銃撃戦になる。そのうちの一人の青年はキャンパスを抜け出して、セスナ機を盗み、砂丘の上空を飛ぶ。そこで、ドライブ中の若い女性に出会う。砂丘で話を続けているうち、二人は愛し合う。同時に、砂丘では何組ものカップルが砂にまみれながら乱交する（これは幻覚かも知れない）。二人はセスナをペインティングした後別れ、青年はそれに乗って空港に戻る。空港で青年のほうは警官に発砲され、死ぬ。女性は秘書として土地開発を考えている上司らがいる砂漠の邸宅に行くが、彼女は何かに取り憑かれたように、上司に帰宅を告げぬまま邸宅を離れる。彼女が車を走らせると、激しい爆発音がして邸宅は家財道具もろとも爆破されていく。その映像が様々な角度から映し出される。その後にさまざまな物が爆破されていく映像が、ピンク・フロイドの曲をバックに、スローモーションで映し出される。女性はそれを見守ると、夕日の中、車を走らせる。黒味に長い間サントラが流れた後、映画は幕を閉じる。

## キャスト
| 役名           | 俳優                 | 日本語吹替                                          |
| 役名           | 俳優                 | 東京12ch版                                          |
| -------------- | -------------------- | --------------------------------------------------- |
| マーク         | マーク・フレチェット | 柴田侊彦                                            |
| ダリア         | ダリア・ハルプリン   | 執行佐智子                                          |
| リー・アレン   | ロッド・テイラー     | 嶋俊介                                              |
| カフェの店主   | ポール・フィックス   | 藤本譲                                              |
| リーの仲間     | G・D・スプラドリン   | 加藤正之                                            |
| 不明 その他    | N/A                  | 若本紀昭 村松康雄 飯塚昭三 国坂伸 黒部鉄 鈴木れい子 |
| 日本語スタッフ |                      |                                                     |
| 演出           |                      |                                                     |
| 翻訳           |                      |                                                     |
| 効果           |                      |                                                     |
| 調整           |                      |                                                     |
| 制作           |                      |                                                     |
| 解説           | 解説                 | 南俊子                                              |
| 初回放送       | 初回放送             | 1975年8月14日 『木曜洋画劇場』                      |

## 音楽
以下の楽曲が映画に使用された。
- Dance of Death (ジョン・フェイヒー)
- So Young (ロイ・オービソン)
- ダーク・スター (グレイトフル・デッド)
- I Wish I Were a Single Girl Again (ロスコー・ホルコム)
- テネシー・ワルツ (パティ・ペイジ)
- ユー・ガット・ザ・シルヴァー (ローリング・ストーンズ)
- シュガー・ベイブ (ヤングブラッズ)
- 51号の幻想 (ピンク・フロイド)
- 若者の鼓動 (ピンク・フロイド)
- 崩れゆく大地 (ピンク・フロイド)
- Love Scene (ジェリー・ガルシア)
- Brother Mary (カレイドスコープ)
- Mickey's Tune (カレイドスコープ)

基本のクレジットはピンク・フロイドとジェリー・ガルシア。ピンク・フロイドの曲は「若者の鼓動 (Heart Beat, Pig Meat)」「崩れゆく大地 (Crumbling Land)」「51号の幻想 (Come In Number 51, Your Time Is Up)」の3曲のみである。
アントニオーニはピンク・フロイドの「Careful with That Axe, Eugene」を聴いて、映画のラストシーンにぴったりだと思って彼らに曲を依頼した。ピンク・フロイドは1969年の12月に10日間ローマに滞在し、本作に使用する楽曲を作っている。上記の3曲以外にも曲のアイデアをアントニオーニに提示しているが、アントニオーニのイメージに合わなかったためにそれらは採用されなかった。なお、ロジャー・ウォーターズはこの時のスタジオ作業について「(スケジュールの厳しさとアントニオーニによる独特の注文方法のため)地獄だった」と述べており、またニック・メイスンは公開された同作品を見た後「アントニオーニの音楽の使い方はイモ。最悪だ」というコメントを残している。
同映画の公開と同時期である1970年2月にサウンドトラック・アルバム『砂丘』が発売された。ローリング・ストーンズの「ユー・ガット・ザ・シルヴァー」はサウンドトラック・アルバムには収められなかった。
1997年に2枚組CDとして再発された際、ボーナスディスクにジェリー・ガルシアの4曲、ピンク・フロイドの4曲が収録された。またピンク・フロイドがレコーディングしたものの映画には使われなかった他の曲が、2016年発売の彼らのボックスセットに収録された。